# Dagobert Peche
Dagobert Peche (* 3. April 1887 in St. Michael im Lungau, Österreich-Ungarn; † 16. April 1923 in Mödling) war ein österreichischer Künstler und galt als der phantasiebegabteste Vertreter der Wiener Werkstätte.

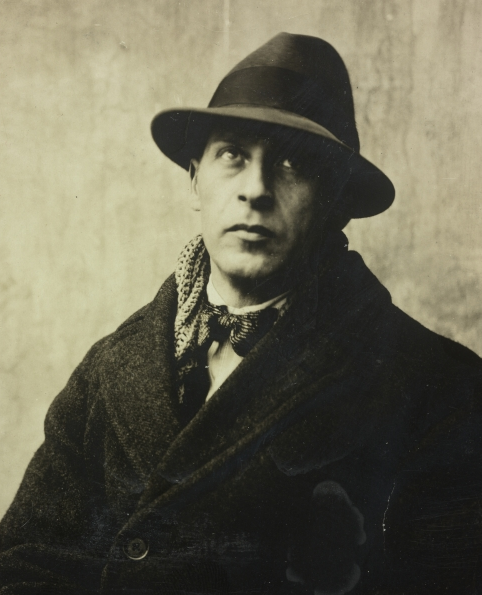
Aufnahme um 1920

## Leben
Dagobert Peche wurde wie sein zwei Jahre älterer Bruder Ernst in St. Michael im Lungau geboren und verbrachte seine Kindheit in Oberndorf bei Salzburg. Nach dem Besuch der Realschule in Salzburg kam er nach Wien und studierte von 1906 bis 1910 an der Technischen Hochschule bei Karl König (1841–1915), Karl Mayreder (1856–1935), Leopold Simony (1859–1929) sowie Max von Ferstel (1859–1936). Von 1908 bis 1911 studierte er an der Akademie der Bildenden Künste bei Friedrich Ohmann (1858–1927).
Nach einer Studienreise nach England wurde der Einfluss der reinen Schwarz-Weiß-Technik des Graphikers Aubrey Beardsley (1872–1898) für seine weitere Entwicklung ausschlaggebend und in Klein- und Gelegenheitsgrafiken sichtbar. 1911 mit der Goldenen Medaille sowie drei Preisen ausgezeichnet, konnte er 1912 dank des Prix de Rome zwei Monate in Paris zubringen. Der Verleger Alexander Koch (1860–1939) in Darmstadt, der Peches ungewöhnliche Begabung erkannt hatte, ermöglichte ihm Veröffentlichungen in der Zeitschrift Kunst und Dekoration. Hier erwies sich Peche als der Ornamentiker, der immer die geeignete Form fand und dem erstarrten Kunsthandwerk seiner Zeit neues Leben einflößte. Seine schöpferische Phantasie, die Zierform über Zweckform stellte, belebte alle kunstgewerblichen Teilgebiete und fand für jedes Material und jede Technik neue Möglichkeiten dekorativer Gestaltung: in Tapetenindustrie und Stoffdruck, in der Spitzenklöppelei und Stickerei durch ansprechende Stoffmuster und Farben. Auch Goldschmiedekunst und Elfenbeinschnitzerei, Spiegelrahmen und Möbelformen, Keramik und Metallwaren, Papierindustrie und Mode (sogenannte Ombré-Farben) wurden durch seine Formensprache beeinflusst. Ein Beispiel für diese Periode ist sein Schrank für einen Empfangssalon aus Birnbaumholz für die 45. Sezessionsausstellung 1913, heute im Österreichischen Museum für angewandte Kunst (MAK) in Wien.
Seine originellen Tapetenentwürfe auf der Tapetenausstellung des k.k. österreichischen Museum für Kunst und Industrie 1913 lenkten zuerst die öffentliche Aufmerksamkeit auf ihn, seine Arbeiten auf der Kölner Werkbundausstellung, 1914, machten seinen Namen auch in Deutschland bekannt.

Plakat für die Niederlassung der Wiener Werkstätte in Zürich, 1917

Aber zu voller Entfaltung gelangte seine Begabung erst, als er 1915 von Josef Hoffmann (1870–1956) zur künstlerischen Mitarbeit in der Wiener Werkstätte herangezogen wurde. Bekannt wurde Peche für seine Liebe zu zweckbefreiten manieristisch-verspielten Objekten, überzüchteten Luxusgegenständen sowie seine kapraziöse Einfallskraft, die seinen Gestaltungen zugrunde lag.
1916, nach erfolgreicher Organisation der Wiener Mode-Ausstellung 1915/16, übernahm er die Leitung der Zürcher Filiale der Wiener Werkstätte. Dort trat mit mehr Rhythmus und Bewegung ein Stilwandel ein, es kam zu einer Bereicherung des Blumen- und Blätterdekors, zu einer Verbindung von Körper und Pflanze (Daphne-Motiv), beeinflusst von Rokoko (Peche-Sternchen) und chinesischen Pinselzeichnungen.

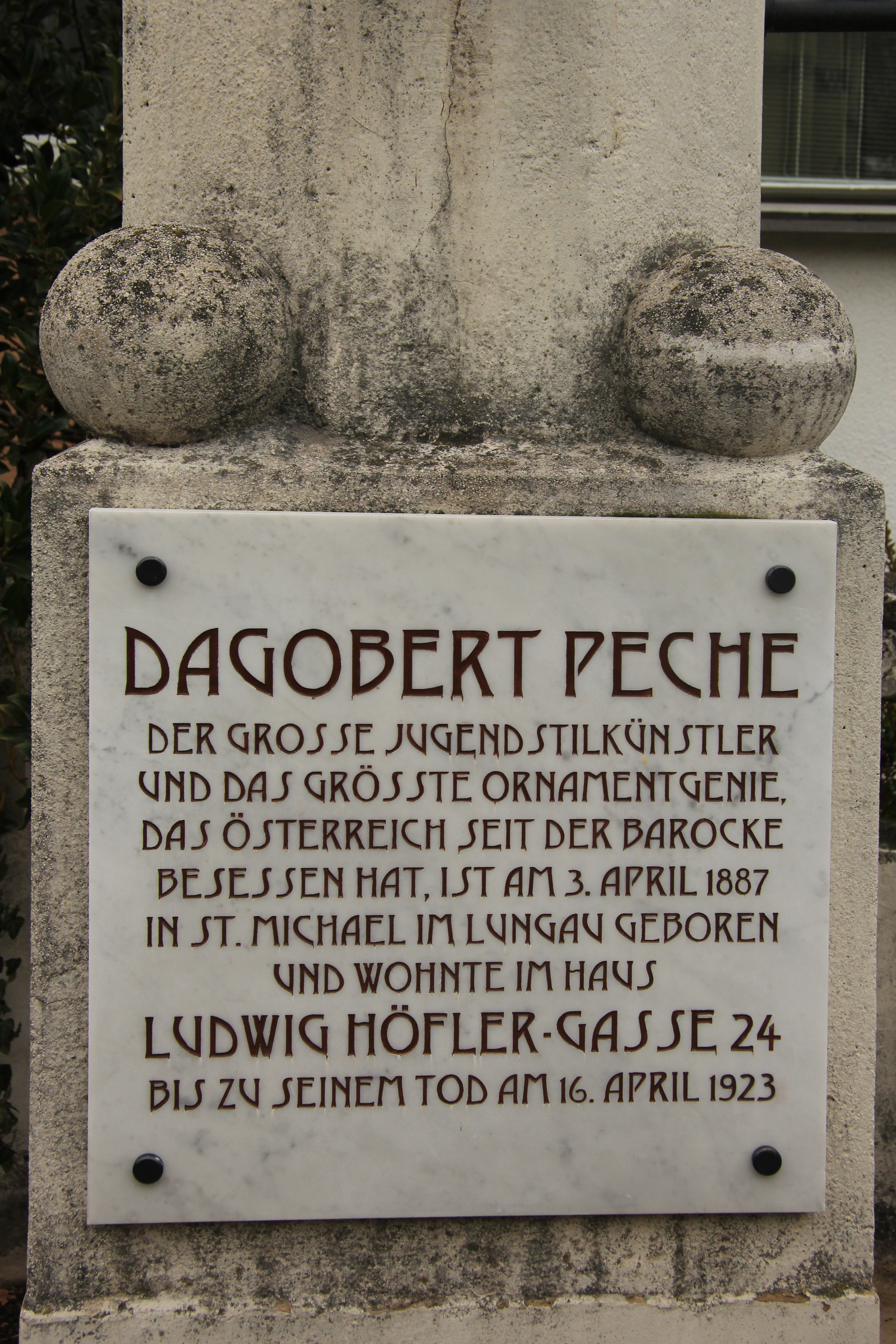
Gedenktafel an der Wohnung Peches in Mödling

1920 in die Unternehmenszentrale nach Wien zurückgekehrt, beteiligte er sich erfolgreich an den Kunstausstellungen der Jahre 1920 und 1921. Für den ab 11. September 1921 erstmals in den Hofstallungen abgehaltenen Teil Wiener internationalen Messe schuf Peche den Ausstellungsstand der Wiener Werkstätten. 1922 stellte er bei der Münchener Gewerbeschau seine bei Flammersheim & Steinmann in Köln entstandenen Tapetenentwürfe aus.
Noch 1922 begann Peche, dem es jahrelang nicht möglich war, für sich und seine Familie in Wien eine helle, trockene Wohnung zu finden, zu kränkeln. Sein Zustand verschlimmerte sich schnell, und er verstarb am 16. April 1923 in Mödling, wo ihm (sowie seiner Frau Petronella, 1884–1965, und zwei Kindern) Freunde ein erträgliches Heim bereitgestellt hatten, kurz nach seinem 36. Geburtstag. Dagobert Peche wurde am 20. April 1923 auf dem Hietzinger Friedhof zur letzten Ruhe bestattet (Gruppe 10, Nr. 81).

## Ausstellungen
- 1923: Ausstellung von Arbeiten des modernen österreichischen Kunsthandwerks. Dagobert Peche Gedächtnis-Ausstellung. Österreichisches Museum für Kunst und Industrie (heute: MAK – Museum für angewandte Kunst), Wien
- 1998: Die Überwindung der Utilität. Dagobert Peche und die Wiener Werkstätte. MAK – Museum für angewandte Kunst, Wien[8]
- 2024: Peche Pop. Dagobert Peche und seine Spuren in der Gegenwart. MAK – Museum für angewandte Kunst, Wien[9]